# Mimoropica spinipennis
Mimoropica spinipennis là một loài bọ cánh cứng trong họ Cerambycidae.